# أندريس اجناسيو مينينديز
أندريس اجناسيو مينينديز (بالإسبانية: Andrés Ignacio Menéndez)‏ (و. 1879 – 1962 م) هو سياسي من السلفادور .